# Miguel el Valiente
Miguel el Valiente (en rumano: Mihai Viteazul; en húngaro: Vitéz Mihály; 1558-9 de agosto de 1601) fue un voivoda de Valaquia (1593-1601), príncipe de Transilvania (1599-1600) y de Moldavia (1600). Durante su reinado, que coincidió con una guerra entre los Habsburgo y los otomanos, esos tres principados, que forman el territorio de las modernas Rumanía y República de Moldavia, se unieron por primera vez bajo un monarca rumano, aunque la unión duró apenas seis meses. Aun así, Miguel el Valiente es considerado un gran héroe nacional en Rumanía, y su figura es invocada en el himno de Rumania.

## Primeros años
Considerado por muchos el hijo ilegítimo del príncipe valaco Pătraşcu cel Bun con una concubina llamada Teodora (es posible que él mismo usara esta historia para justificar su reinado), Miguel el Valiente llegó a ser ban de Mehedinţi en 1588, stolnic en la corte de Mihnea Turcitul hacia el final del mismo año, y ban de Craiova en 1593, durante el reinado de Alexandru cel Rău. En septiembre de 1593, con la ayuda del Imperio otomano, Miguel llegó a ser príncipe de Valaquia, aunque empezó a reinar efectivamente el 11 de octubre. 
No mucho tiempo después, Miguel se sublevó contra su protector otomano. El año siguiente se adhirió a la alianza cristiana de las potencias europeas enemigas de los turcos firmando tratados con Segismundo Báthory de Transilvania y Aron Vodă de Moldavia. Emprendió una campaña contra los turcos en el otoño de 1594 y conquistó varias fortalezas cerca del Danubio,  entre ellas Giurgiu, Brăila, Hârșova, y Silistra.
En 1595, en Alba Iulia, Miguel firmó un tratado con Segismundo Báthory, mediante el cual Valaquia (en rumano Țara Românească) quedaba bajo la soberanía de Transilvania que, a cambio, debería mandarle ayuda para enfrentarse a los otomanos. El 23 de agosto de 1595 (13 de agosto, según el calendario antiguo), en la batalla de Călugăreni (distrito de Giurgiu), Miguel derrotó al ejército otomano mandado por Sinan Bajá.
A pesar de la victoria, por falta de tropas, tuvo que retirarse a Transilvania. Junto con el ejército de Segismundo Báthory, que contaba con cuarenta mil hombres, capturó Târgovişte (8 de octubre), Bucarest (12 de octubre) y Brăila,  liberando temporalmente a Valaquia del dominio otomano. La lucha en contra de los otomanos continuó en 1596, cuando Miguel hizo varias incursiones al sur del Danubio, específicamente en Vidin, Pleven, Nicópolis, y Babadag, donde fue apoyado por los búlgaros durante la Primera Rebelión de Tarnovo.

## Transilvania y Moldavia

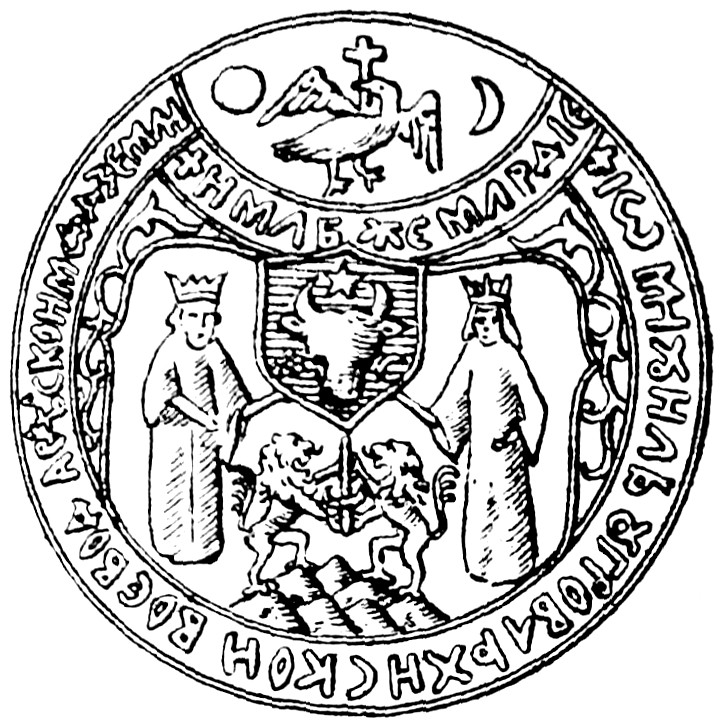
Escudo de los tres principados unidos.

En abril de 1598, Segismundo abdicó como príncipe de Transilvania a favor del emperador del Sacro Imperio Romano Germánico, Rodolfo II (quien era también rey de Hungría), pero cambió su decisión en octubre, para abdicar de nuevo, esta vez en el cardenal Andrés Báthory, su primo. Esto dejó a Transilvania bajo la influencia del rey de Polonia, Segismundo III Vasa, mientras que Miguel el Valiente reafirmó su relación con su único aliado, el emperador Rodolfo. Miguel emprendió una campaña en contra de Andrés Báthory el 5 de octubre de 1599, apoyado por los székely, mientras que el general habsburgo Giorgio Basta penetraba en Transilvania desde el oeste simultáneamente.

Los territorios de Miguel a mediados del año 1600.

El 18 de octubre, Miguel consiguió una importante victoria sobre Andrés Báthory en la batalla de Şelimbăr (distrito de Sibiu), que le granjeó el dominio de Transilvania. Con mucha pompa, Miguel entró en la capital transilvana, Alba Iulia, recibiendo las llaves de la fortaleza del obispo Demeter Napragy (acontecimiento representado después en la historiografía rumana).
Como Miguel reclamó la región de Partium y rechazó reconocer los derechos del emperador austríaco Rodolfo II sobre Transilvania, el emperador dejó de subsidiar al ejército de Miguel. Para conseguir los fondos necesarios, Miguel atacó Moldavia y derrotó al ejército compuesto (polaco y moldavo) de Ieremia Movilă en Bacău. Esta victoria alcanzó gran importancia pues tuvo como resultado que los tres principados históricos rumanos (Valaquia, Transilvania y Moldavia) fuesen gobernados de manera conjunta por Miguel (aunque oficialmente Valaquia estaba gobernada por Nicolae Pătraşcu), abarcando casi todo el territorio de población rumana que corresponde a las fronteras modernas de Rumania.
Los estados vecinos se alarmaron con el cambio en el equilibrio de poder y el surgimiento de un estado rumano fuerte y también lo hizo la nobleza húngara de Transilvania, que se rebeló contra Miguel. Con la ayuda de Giorgio Basta, los nobles húngaros consiguieron derrotar a Miguel en la batalla de Mirăslău (distrito de Alba), obligándolo a dejar Transilvania.  Luego un ejército polaco encabezado por Jan Zamoyski expulsó a los valacos de Moldavia y derrotó a Miguel en la batalla del río Teleajăn. El ejército polaco entró también en el este de Valaquia y nombró príncipe a Simion Movilă. Solo quedaron fuerzas fieles a Miguel en la región de Oltenia.

## Muerte y legado
Miguel pidió nuevamente ayuda a Rodolfo II, quien aceptó prestársela solo porque el mariscal Giorgio Basta había perdido el control efectivo sobre Transilvania, que prácticamente estaba en los manos de la nobleza húngara  acaudillada por Segismundo Báthory. Mientras tanto, las fuerzas valacas fieles a Miguel, después de un primer intento fallido, consiguieron derrocar a Simion Movilă y se preparaban para entrar de nuevo en Transilvania. Miguel, aliado con Basta, derrotó a la nobleza húngara en Gurăslău (distrito de Sălaj). Sin embargo, ante el temor de que Miguel volviese a apoderarse de Transilvania tras haber recuperado Valaquia y restaurase así el poderoso pero efímero Estado rumano, Basta ordenó el asesinato de Miguel, que tuvo lugar en Câmpia Turzii el 9 de agosto de 1601. 
El reinado de Miguel el Valiente, con su distanciamiento del Imperio otomano, relaciones tensas con las grandes potencias europeas (como Hungría, Austria y Polonia), y la unificación de los tres principados rumanos bajo su mando, fue considerado en los siglos posteriores un precursor de la Rumanía moderna —una tesis argumentada especialmente por Nicolae Bălcescu, figura notable de la Revolución de 1848. Esta teoría llegó a ser un punto de referencia para los nacionalistas, así como una catálisis de las fuerzas rumanas que lucharon para la formación de un Estado rumano unitario. 
Miguel es también conmemorado por los monjes del monte Athos (del monasterio Simonos Petra), por sus grandes contribuciones, en tierras y dinero, para reconstruir el monasterio después de que este fuese destruido por un incendio.
| Predecesor: Segismundo Báthory | Príncipe de Transilvania 1599-1601 | Sucesor: Moisés Székely |